# Coffee shop (cannabis)
Pour les articles homonymes, voir Coffee shop.

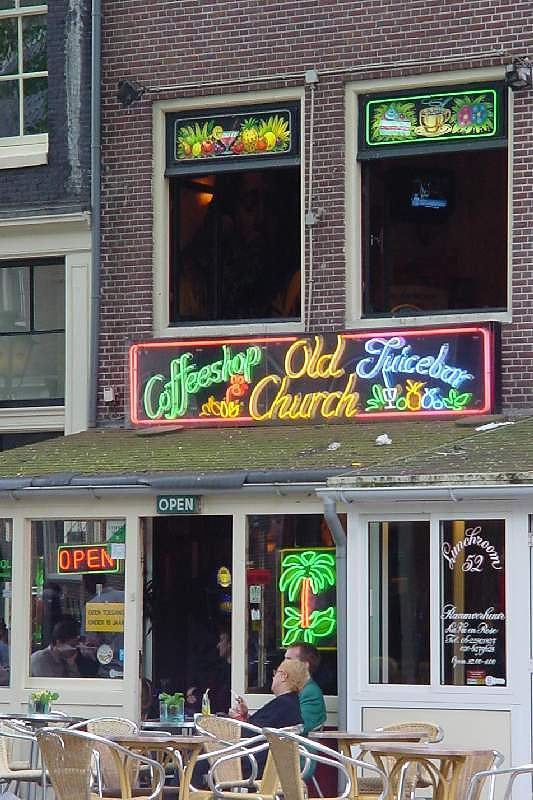
Un coffee shop à Amsterdam.

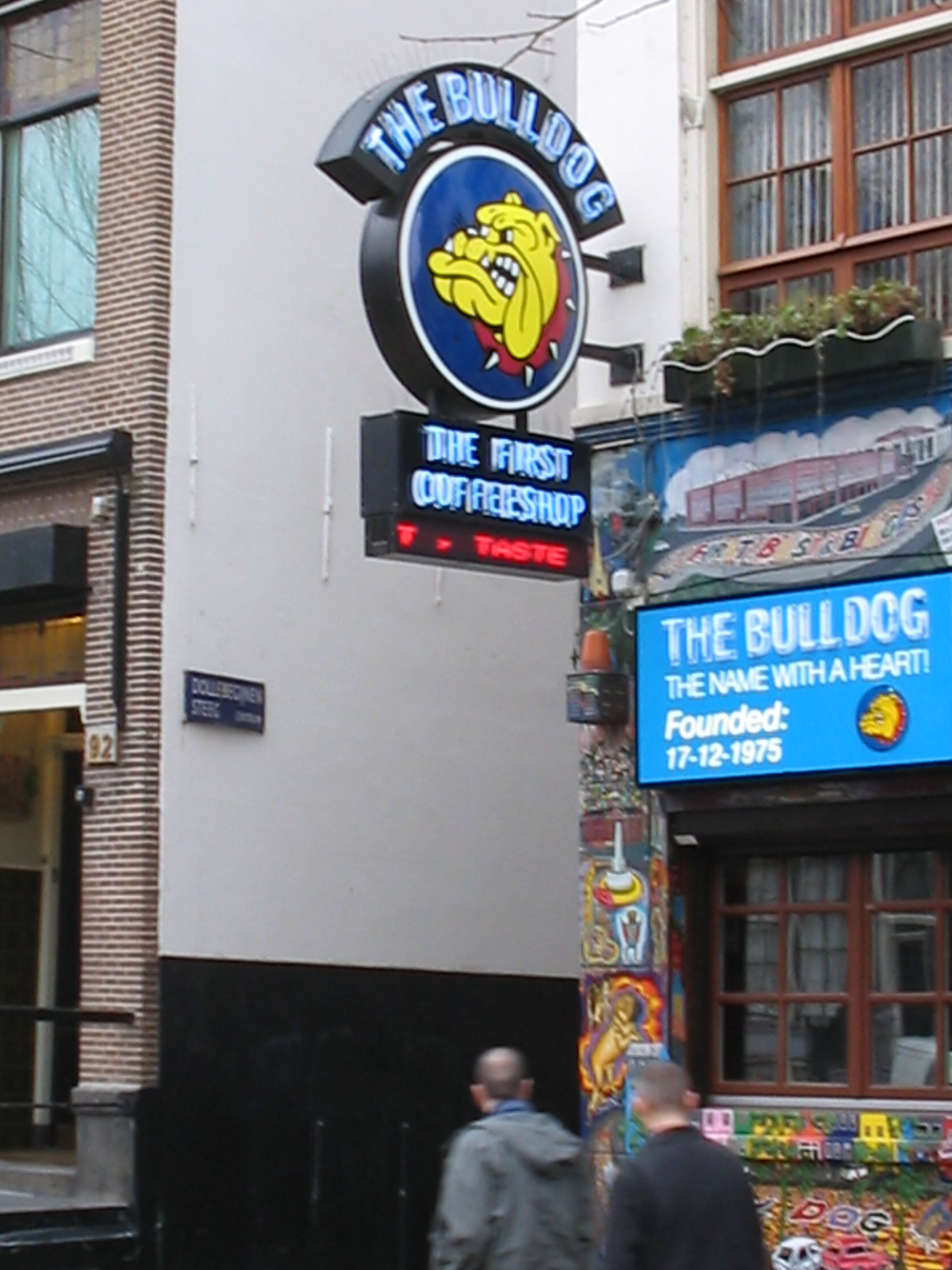
Coffee shop « Bulldog's ».

Un coffee shop est, aux Pays-Bas, un endroit où l'on peut acheter et consommer du cannabis — sous certaines conditions strictes. Les coffee shops sont officiellement tolérés dans le royaume depuis 1976, à la suite du rapport Baan publié en 1972. Depuis la loi « Damoclès » d'avril 1999, les bourgmestres peuvent faire fermer les coffee shops au motif de nuisances ou d'infraction à la loi sur l'opium.
Les coffee shops sont à distinguer des smartshops, établissements vendant des graines de cannabis, d'autres psychotropes (champignons hallucinogènes et plantes psychotropes) mais aussi tout un ensemble d'ustensiles servant à leur consommation et des produits dérivés divers. Ces boutiques ne sont pas seulement présentes aux Pays-Bas.
Le pays reste l'un des seuls pays d'Europe où la vente et la consommation de cannabis sont tolérées, ce qui le rend très attirant aux yeux des consommateurs des pays limitrophes, à savoir la Belgique et l'Allemagne, qui y pratiquent ce que l'on appelle le tourisme cannabique. Dans la capitale Amsterdam, il existe une chaîne de coffee shops, les « Bulldog's » : ces établissements sont des lieux hautement touristiques.
En 2010, 105 des 443 municipalités néerlandaises avaient au moins un coffee shop en leur sein. Cependant, depuis 2008, aucun coffee shop n'est toléré dans un périmètre de 250 mètres autour d'une école. Un coffee shop peut proposer une offre diversifiée allant jusqu'à 200 produits différents (cannabis séché et résine confondus). Trois quarts de ces produits sont d'origine néerlandaise.

## Proposition de loi de mai 2011
Le 27 mai 2011, les ministres néerlandais de la Santé et de la Justice projettent d'interdire l'accès aux étrangers dans tous les coffee shops du pays d'ici à 2012 pour, selon le gouvernement de centre-droit, « s'attaquer aux nuisances et à la criminalité associés à ces établissements » et ainsi limiter fortement le tourisme de la drogue dont le pays fait l'objet. En outre, les consommateurs néerlandais devront acquérir une licence auprès d’un coffee shop, lequel ne pourra compter plus de 2 000 clients, tous disposant d'une « carte cannabis », rendant les coffee shops privés.
Cette proposition a depuis été enterrée : en plus de l'apport conséquent de devises que les coffee shops procurent au pays, le Parlement est indécis sur la question. En sus de cela, le bourgmestre d'Amsterdam, Eberhard van der Laan, a indiqué qu'il mènerait la fronde contre cette réforme qu'il considère injuste, si elle était entamée.

## Réglementation intérieure descoffee shops
- Il faut avoir au moins 18 ans (21 ans dans certains établissements) pour pénétrer dans un coffee shop et la consommation d'alcool y est interdite depuis 2009.
- La consommation de tabac est interdite dans les coffee shops.
- Les drogues dures sont interdites dans les coffee shops.
- Les tenanciers ne doivent pas afficher de publicité encourageant l'usage de cannabis.
- Les gérants doivent s'assurer que leur activité ne provoquera pas de nuisances avec leur voisinage (bruit, déchets, allées et venues incessantes).
- Un maximum de 5 grammes par client et par jour donné doit être respecté.
- Le stock présent en arrière-commerce ne peut être supérieur à 500 g.
- 2 passages maximum sont autorisés par personne et par jour.

Le bourgmestre a aussi la possibilité d'ajouter des impératifs à cette réglementation via un arrêté municipal (limitation des horaires d'ouverture, quantité vendue ou stockée à un seuil inférieur à celui préconisé dans les directives, limitation du nombre de coffee shops, pas d'installation de coffee shop en centre-ville, par exemple).
Malgré l'existence de centaines de coffee shops, l’approvisionnement en cannabis demeure illégal : le paradoxe du droit néerlandais est matérialisé par la politique de tolérance prônée.

## En France
La loi française tolère la commercialisation de certaines variétés de chanvre dont la plante contient moins de 0,2 % de THC. Exploitant cette brèche, le premier coffee shop français proposant du cannabidiol (CBD), dérivé du cannabis sans substance psychotrope, a été ouvert en 2017 à Besançon, plusieurs autres ont suivi en 2018. Cependant, le 17 juin 2018, la ministre de la santé Agnès Buzyn déclare vouloir que la législation soit revue dans les prochains mois pour les interdire.